# Drugi rząd Poula Schlütera
Drugi rząd Poula Schlütera – rząd Królestwa Danii istniejący od 10 września 1987 do 3 czerwca 1988. Powstał po wyborach parlamentarnych w 1987. Tworzony był przez Konserwatywną Partię Ludową (K), liberalne ugrupowanie Venstre (V), Chrześcijańską Partię Ludową (KF) oraz centrystów (CD). Został zastąpiony przez trzeci rząd tegoż premiera.

## Skład rządu
| Funkcja                                      | Minister                | Partia |
| -------------------------------------------- | ----------------------- | ------ |
| Premier                                      | Poul Schlüter           | K      |
| Minister spraw zagranicznych                 | Uffe Ellemann-Jensen    | V      |
| Minister finansów                            | Palle Simonsen          | K      |
| Minister sprawiedliwości                     | Erik Ninn-Hansen        | K      |
| Minister ds. koordynacji gospodarczej        | Erhard Jakobsen         | CD     |
| Minister gospodarki                          | Knud Enggaard           | V      |
| Minister środowiska                          | Christian Christensen   | KF     |
| Minister edukacji i badań naukowych          | Bertel Haarder          | V      |
| Minister spraw społecznych                   | Mimi Jakobsen           | CD     |
| Minister ds. kościelnych                     | Mette Madsen            | V      |
| Minister energii                             | Svend Erik Hovmand      | V      |
| Minister rybołówstwa i współpracy nordyckiej | Lars P. Gammelgaard     | K      |
| Minister pracy                               | Henning Dyremose        | K      |
| Minister spraw wewnętrznych                  | Thor Pedersen           | V      |
| Minister przemysłu                           | Nils Wilhjelm           | K      |
| Minister kultury i komunikacji               | H.P. Clausen            | K      |
| Minister transportu                          | Frode Nør Christensen   | CD     |
| Minister ds. podatków                        | Anders Fogh Rasmussen   | V      |
| Minister zdrowia                             | Agnete Laustsen         | K      |
| Minister Rolnictwa                           | Laurits Tørnæs          | V      |
| Minister obrony                              | Bernt Johan Collet      | K      |
| Minister mieszkalnictwa                      | Flemming Kofod-Svendsen | KF     |